# Khavoid
Khavoid – pierwszy album studyjny black metalowej grupy Black Horizonz. Został wydany 21 kwietnia 2007 roku.

## Lista utworów
1. Khavoid – 05:19
2. Battles of Modern Art – 06:49
3. Echoes in the Empyrean – 04:45
4. Beyond the Cosmic Forces – 06:47
5. Archetype of a New Existence – 03:51
6. Purifying Onset of Winter – 03:27
7. Avant-garde – 05:22

## Wykonawcy
- Reiner – gitara basowa
- Hacky – gitara
- Austi – wokal
- The Butcher – perkusja
- Henning Funke – gitara